# Lillsaivis
Lillsaivis (lulesamiska: Unna Sájvva), även Lillsaivas, är en  by i sydligaste delen av Gällivare kommun i Lappland
Förste invånaren var nybyggaren Lars Larsson Skickare 1829. Lillsaivis ligger på nordöstra stranden av sjön Lillsaivis (276 m ö.h.). På en udde i sjön på motsatta sidan av byn ligger en känd offerplats. Området har historiskt haft betydelse för offerriter inom Gällivare skogssamebys område. Vid Lillsaivis avvattnas sjön genom vattendraget Saivisbäcken, som rinner norrut i riktning mot Flakaberg.
Byn passeras av länsväg BD 813. Postadressen till Lillsaivis är 956 98 Lansjärv. Avståndet till Gällivare är cirka 120 kilometer. Närmaste byn är Suobbat och avståndet är cirka 5 kilometer.

## Historik

### Befolkning
I juli 2016 fanns det enligt Ratsit tre personer över 16 år registrerade med Lillsaivis som adress. Vid folkräkningen år 1890 var det ingen person som var skriven i Lillsaivis.

### Samisk offerplats
Samernas naturreligion har flera gudar; överguden Raedie, solguden Biejjie och åskguden Hovregaellies. Samerna dyrkade hela fjäll och egendomligt formade stenar. Tusentals heliga platser är kända från samiskt område. Offerplatsen vid Lillsaivis användes under vikingatid och tidig medeltid, och är den offerplats där man funnit flest fynd i Sverige.
Offerplatsen vid sjön Lillsaivis hittades av arkeologen Gustaf Hallström år 1915. På lulesamiska heter platsen Unna Saiva = "Lilla heliga sjön". På platsen finns två offerstenar. Den större liknar en egyptisk sfinx. Vid utgrävning av platsen anträffades cirka 600 föremål, vilka numera finns på Historiska museet i Stockholm. Fyndmaterialet från Unna Saiva är rikt, daterat till vikingatiden. 
En väldig mängd fynd låg tillsammans med ben från djur som är identifierade som björn, bäver, ren, älg, sångsvan, tjäder, lodjur, alfågel, sjöorre, ripa samt människa. Depåfyndet är en väldig förening av brokiga föremål, allt från pilspetsar till delar av vågar. Till smycken kan man nämna mängder med ringspännen av brons samt en del av ett silverringspänne, söljor, fingerringar av silver och kopparlegeringar om till exempel brons, ofta punsornerade, vidare spännen, pärlor av glas och guldfolierad glas samt tenn och bly, en och annan pärlspridare, en remdelare av den ganska sällsynta metallen bly, små bronskedjor från smycken som till exempel redskapsspännen, väldiga mängder hängen av metaller (bly, tenn, kopparlegering, silver och brons), betydliga mängder bjällror av brons, armbyglar och armringar av silver och brons etcetera. Till redskap och verktyg kan man även nämna de väldiga mängder pilspetsar man hittat, mest gaffeleggade och tväreggade sådana, knivar, en nyckel, doppskor till knivslidorna och så vidare. Även beslag är mycket vanligt. Lite mer svårklassificerade är dock flintavslag, glimmer, bitar av ylle, kvartsavslag, tenar av tenn, en metall som är ganska vanlig i de samiska depåfynden, väldiga mängder klippta plåtar samt bronsvikter, armar och skålar till balansvågar.

### Skandinaviens högsta myrstack
Skandinaviens högsta myrstack finns i Lillsaivis. Skogssamen Sören Andersson (född 1930) har hittat rekordmyrstacken som mäter 279 centimeter i höjd och 12,04 meter i omkrets. Den kan vara 250 år gammal och innehålla uppåt 300 000 myror av arten nordskogsmyra, enligt den norska entomologen och myrforskaren Torstein Kvamme. Det är den högsta kända myrstacken i Norge och Sverige, enligt Torstein Kvamme från Norsk institutt for skog og landskap, som besökte platsen år 2009. Myrstacken uppmärksammades medialt i oktober 2009. I augusti 2021 gjorde Sameradion och SVT Sápmi en intervju med Andersson från platsen, genom vilken myrstacken återigen uppmärksammades för en bredare publik.